# Dieselråttor och sjömansmöss
Dieselråttor och sjömansmöss, även Dieselråttor & sjömansmöss, var SVT:s julkalender 2002. Årets pappkalender, föreställande själva fartyget, ritades av Per Åhlin som också ritade kalendern till Herkules Jonssons storverk 1969.

## Handling
Serien utspelas på ett fartyg där två barn, Ofelia och Philémon, blir krympta och tillfångatagna av ett gäng råttor som bor bland rören i maskinrummet. De blir förvandlade av toalettdykaren Lucky Closett och under nästan hela kalendern är deras mål att bli stora igen.

## Rollfigurer
- Philemon, spelas av Andreas Haglund. Philemon är Ofelias storebror som tillsammans med henne blir förminskad av toalettdykaren Lucky Closette och förda ner i skeppets maskinrum där de möter Mäster Estragon.
- Ofelia, spelas av Anna Åström. Ofelia är Philemons syster som tillsammans med honom blir förminskad av toalettdykaren Lucky Closette och förda ner i skeppets maskinrum där de möter Mäster Estragon.
- Mäster Estragon, spelas av Sven Wollter. Maskinrummets härskare som ger husrum åt de två dammråttorna Penelope och Philadelphia och sitt hittebarn Trassel Mé Trunken. Han sitter fast i en råttfälla som han, Penelope och Philadelphia har gjort om till en rullstol. Han beger sig även ut på en livslång resa till Månen.
- Lucky Closette, spelas av Elisabet Carlsson. När den elaka och knäppa toalettdykaren Lucky Closette får reda på att avloppen en gång frusit till is, bestämmer sig Lucky Closette för att stoppa fartyget från att komma till Sverige. Men det går inte med en gång. Först måste hon stjäla Instruktionsboken från Mäster Estragon för att kunna hitta stoppknappen. Men när hon väl fått tag i Instruktionsboken så ser hon bara en massa obegripliga stäver. Lucky Closette tvingar Ofelia och Philémon att lära henne läsa, annars kommer hon aldrig att förtrolla dem stora igen. Men som Lucky säger: Löften är till för att brytas.
- Pappa Ivar Koriander, spelas av Johan Gry. Barnens självupptagna och spelberoende pappa och änkling som spelar bort både sina och barnens besparingar på Black Jack och som inte tänker ett dugg på sina barn. Men när de försvinner ångrar han sig rejält.
- Kapten Enok, spelas av Brasse Brännström. Fartygets kapten som vet om allt som händer nere i fartygets maskinrum.
- Trassel mé Trunken, spelas av Eric Ericson. Trassel är Mäster Estragons hittebarn som är en riktig slarver och en spelare. Otroligt nog är det han som Oraklet i Oljetråget utser att vara hjälten som ska befria fartyget från Kölsvinet. Trots sitt tvivel och rädsla för kölsvinet ger han sig ut för att leta reda på Instruktionsboken och de försvunna människobarnen. Han hittar dem men blir tillfångatagen av Lucky Closette som håller honom som sin hushållslav. Han räddar även den vackra sjömansmusflickan Smultron-Agnes.
- Don Calzone, spelas av Lasse Brandeby. Den maffiaråtta som lever tillsammans med Lucky Closette men som tröttnar på hennes nedsättande glåpord åt honom och att kidnappa barn så han går och biktar sig hos fader Rafael.
- Smultron-Agnes/ Fröken Zardin, spelas av Josephine Alhanko. Den vackra sjömansflickan som Trassel mé Trunken räddar från det sjunkande fartyget hon färdades med till Finland. Hon blir förälskad i honom och ger sig av för att leta reda på Trassel som letar efter människobarnen och Instruktionsboken och vrickar foten. Hon blir hittad av Don Calzone som letar efter silver och tar henne till fader Rafael.
- Fader Rafael, spelas av Ralph Carlsson. Den gamle och blinde kyrkråttan som smider Don Calzone en silversvans och tar hand om den skadade Smultron-Agnes.
- Dammråttorna Penelope och Philadelphia, spelas av Mariann Rudberg och Guje Palm. De gamla och småvirriga dammråttorna som är minst lika gamla som Mäster Estragon. När Mäster Estragon lurats av Solkatten till att fastna i en råttfälla, hjälpte Penelope och Philadelphia honom att bygga om den till en rullstoll.
- Oraklet i oljetråget, spelas av Per Oscarsson. Det mystiska orakel som är kärnan till allt som lever i maskinrummet men som försvagats sen hans lärling Lucky Closette försvann med hans magiska kapsyl och som han skickar Trassel mé Trunken att hämta tillbaka.
- Övriga:
  - Mikael Riesebeck, Andreas Andersson, Åsa Fång - Pladdermössen
  - Gerd Hegnell - Mormor

## Avsnitt
1. Ofelia och Philémon
2. Trassel mé Trunken
3. Mäster Estragon
4. Don Calzone
5. Oraklet i Oljetråget
6. Den magiska kikaren
7. Hjältesvans
8. Smultron-Agnes af Svansen Vittfare
9. Lucky Closette
10. Den magiska kapsylen
11. Vattenpölen
12. Pottsorkar
13. Mansfällan
14. Glassparaplyerna
15. Små råttmänniskor
16. Mansig Mumsing
17. Raketbränslet
18. Instruktionsboken
19. Kölsvinet
20. Tårar av silver
21. Svansen i kläm
22. Klarhetens källa
23. Stoppknappen
24. Månosten[3]

## Papperskalender
Årets papperskalender ritades av Per Åhlin och föreställer skeppet M/S Fidel under stjärnklar himmel med texten "Dieselråttor & sjömansmöss" ovanför.

## Produktion
Serien spelades in i studio i Göteborg, med ett datoranimerat fartyg som drev förbi på bild under slutet av varje avsnitt.

## Musik
Musiken i serien skrevs av Thomas Lindahl och har utgivits på samlingsalbumet Musik från STIM 2004 : ett urval av svenska kompositörer från 2004 och Cinemascore av Thomas Lindahl från 2009.

## Utgivning
Serien utgavs 2003 även på VHS och DVD. DVD:n har bildformatet 16:9 till skillnad från originalproduktionen som hade 4:3.

## I andra medier
I samband med julkalendern utkom också en bok med titeln Dieselråttor och sjömansmöss: tro, hopp och kärlek av Catarina Dahl med illustrationer av Per Åhlin samt ett datorspel Dieselråttor & sjömansmöss: Jakten på Solkatten utgiven av Pan vision.

### Fotnoter
1. ↑  Svensk Filmdatabas, Svenska Filminstitutet, Svensk filmdatabas film-ID: 60981.[källa från Wikidata]
2. ↑  ”Jultradition”. Arkiverad från originalet den 25 april 2012. https://web.archive.org/web/20120425112719/http://www.jultradition.se/tv.htm. Läst 2 april 2011.
3. ↑  ”Svensk mediedatabas (SMDB)”. smdb.kb.se. https://smdb.kb.se/catalog/search?q=%22Dieselr%C3%A5ttor+&+sj%C3%B6mansm%C3%B6ss%22+typ:tv&sort=OLDEST. Läst 14 september 2022.
4. ↑  Moberg, Carl Petersson (18 november 2018). ”Musse Pigg 90 år – men kommer du ihåg de här kända mössen?”. gp.se. https://www.gp.se/1.10900978. Läst 18 juni 2022.
5. ↑  ”Svensk mediedatabas”. https://smdb.kb.se/catalog/id/001432068. Läst 6 april 2011.
6. ↑  ”Cinemascore”. 31 december 2009. https://open.spotify.com/album/1R6I5YbM42YWjONCXrSKAm. Läst 13 december 2023.
7. ↑  ”Svensk mediedatabas”. https://smdb.kb.se/catalog/search?q=Dieselråttor+och+sjömansmöss+typ%3Afilm-video&sort=OLDEST. Läst 6 april 2011.
8. ↑  ”Libris katalogisering”. Libris katalogisering. https://libris.kb.se/katalogisering/m4xvh1zz4qv39l8. Läst 13 december 2023.
9. ↑  ”Svensk mediedatabas (SMDB)”. smdb.kb.se. https://smdb.kb.se/catalog/search?q=%22Dieselråttor+och+sjömansmöss%22+typ:multimedier. Läst 18 juni 2022.